# سه‌گانه سامورایی
سه‌گانه سامورایی (انگلیسی: Samurai Trilogy) فیلمی در ژانر سینمای سامورایی به کارگردانی هیروشی ایناگاکی است که در سال ۱۹۵۴ منتشر شد. از بازیگران آن می‌توان به توشیرو میفونه و رنتارو میکونی اشاره کرد.